# Грицевец (деревня)
Грицеве́ц (бел. Грыцавец) — деревня в Барановичском районе Брестской области Белоруссии. Входит в состав Леснянского сельсовета.
Население по переписи 2019 года — 7 человек.

## География
Расположена в 14 км (16 км по автодорогам) к юго-западу от центра Барановичей, на расстоянии 9 км (14 км по автодорогам) к северо-востоку от центра сельсовета, агрогородка Лесная. Ближайший населённый пункт — деревня Лесино. К северу находится промышленная база «Грицевец».

## История
Сельский населённый пункт при железнодорожной станции Грицевец выделился из деревни Лесино в 2000-х годах.
Во второй половине 2010-х годов получил статус деревни.

## Население
На 1 января 2021 года насчитывалось 14 жителей в 7 домохозяйствах, из них 5 младше трудоспособного возраста, 8 — в трудоспособном возрасте и 1 — старше трудоспособного возраста.
| Численность населения (по переписи) | Численность населения (по переписи) |
| 2009                                | 2019                                |
| ----------------------------------- | ----------------------------------- |
| 19                                  | ↘7                                  |